# Старостинецька Василина Трифонівна
Василина Трифонівна Старостинецька (нар. 1 лютого (21 січня) 1888, Старостинці — пом. 1972, Горький) — українська оперна співачка (лірико-драматичне сопрано) і драматична актриса. Відома за виступами в Театрі Миколи Садовського, Полтавському оперному театрі. Випускниця Музично-драматичної школи М. Лисенка.

## Життєпис
Василина Старостинецька народилася 1 лютого (21 січня за новим стилем) 1888 року в селі Старостинці (нині Погребищенського району Вінницької області).
Вокальну освіту здобула у Києві (1910–1914) в Музично-драматичній школі Миколи Лисенка. Учениця Олени Муравйової.
З осені 1915 до осені 1918 — солістка Театру Миколи Садовського в Києві. Співала всі провідні партії в операх і оперетах: Оксану і Солоху («Різдвяна ніч»), Наталку Полтавку, Галю і Панночку («Утоплена» М. Лисенка), Катерину («Катерина» М. Аркаса), Гальку («Галька» С. Монюшка), Оксану («Запрожець за Дунаєм» С. Гулака-Артемовського), Панночку («Вій» за Гоголем).
У 1919–1922 — солістка Полтавського оперного театру. Була серед найближчих соратників свого чоловіка — фундатора Полтавської опери О. Єрофєєва, разом з яким група ентузіастів у 1919 році створила Полтавський оперний театр.
Із спогадів про неї режисера Олександра Здиховського: «Васса, звісно, не вражала своїм сценічним талантом, але голосом вона покривала всіх. У неї була також приємна зовнішність: висока, струнка, велична, з чудовими оксамитовими великими чорними очима, крупними рисами обличчя. Старостинецька була дуже красивою Шарлоттою у „Вертері“ у третьому акті, особливо у малиновій сукні з фіжмами і в пудреній перуці. Серед її партнерів був молодий Іван Козловський. У ансамблях вона покривала своїм голосом усіх партнерів. Дуже виразною була в Гальці, Татьяні і Наташі („Русалка“ О. Даргомижського). Вважалася фундатором Полтавської опери.»
1925–1928 — солістка Державного робітничого оперного театру (ДРОТ) на Донбасі.
1928–1929 — солістка Вінницької опери.
1929–1932 — солістка Лівобережного пересувного театру опери та балету.
1932–1938 — солістка Донецької (Луганськ) опери.
1938–1940 — працює в Горьковському театрі опери і балету.
«Володіла рідкісним щодо сили й краси тембру голосом широкого діапазону, рівним у всіх регістрах. Відзначалася артистизмом. У концертах виконувала твори М. Лисенка, Я. Степового, К. Стеценка, П. Чайковського, С. Рахманінова, українські народні пісні.»
Багато років Василина Трифонівна прожила в м. Горький разом з своїм чоловіком О. Г. Єрофєєвим, який працював головним дирегентом Горьковської опери. Всі ці роки вони підтримували дружні стосунки із знаменитим співаком І. С. Козловським, про що Іван Семенович згадував у своїх статтях.. Г. С. Кузнєцова в 1964 році писала: «Козловский и по сей день с большой благодарностью вспоминает А. Г. Ерофеева, этого замечательного человека, которому недавно исполнилось девяносто лет. Часто из Горького на квартиру народного артиста звонят Александр Гаврилович Ерофеев и его супруга, Василиса Трифоновна».
Василина Трифонівна померла в Горькому у 1972 році.

## Ролі
- Наталка («Наталка Полтавка» М. Лисенка)
- Ганна («Утоплена» М. Лисенка)
- Панночка («Ноктюрн» М. Лисенка)
- Марія («Мазепа» П. Чайковського)
- Ліза («Пікова дама» П. Чайковського)
- Наташа («Русалка» О. Даргомижського)
- Рахіль («Жидівка» Ф. Галеві),
- Галька («Галька» С. Монюшка)
- Аїда («Аїда» Дж. Верді)
- Флорія Тоска («Тоска» Дж. Пуччіні)
- Оксана, Солоха («Різдвяна ніч» М. Лисенка)
- Катерина («Катерина» М. Аркаса)
- Оксана («Запрожець за Дунаєм» С. Гулака-Артемовського)
- Панночка («Вій» М. Гоголя)
- Шарлотта («Вертер» Ж. Массне)